# Кроуснест Пас
Општина Кроуснест Пас (енгл. Municipality of Crowsnest Pass) је општина са специјалним статусом у оквиру канадске провинције Алберта. Налази се у подручју канадских Стеновитих планина око истоименог планинског превоја који повезује Алберту са Британском Колумбијом.
Општина је настала уједињењем 5 мањих општина 1. јануара 1979. године. Од 16. јануара 2008. општина има статус специјалне општине у оквиру провинције Алберта. Највећа насеља су Блермор и Колман.
Насеља у овом делу Алберте почела су да се интензивније развијају отварањем првог рудника угља 1900. године. Општина је нажалост позната по великим трагедијама. У великом одрону који се десио 1903. страдало је око 80 становника села Френк. Године 1914. у експлозији метана у руднику угља Хилкрест страдало је 189 рудара, односно 20% целокупне популације истоименог насља које је тада бројало 1.000 становника. Била је то највећа рударска трагедија у историји Канаде. Ово подручје је било центар кријумчарења алкохола у периоду прохибиције у Алберти од 1916. до 1923. године.
Према резултатима пописа из 2011. на територији општине живело је 5.565 становника, и тај број константно опада из године у годину. Тако је 2006. у општини живело 5.749 становника а 2001. око 6.200 становника.
Основни извор прихода становништва општине је туризам, посебно ски туризам у зимском делу године.

## Становништво
| 1996. | 2001. | 2006. | 2011. | 2016. |
| ----- | ----- | ----- | ----- | ----- |
| 6.356 | 6.262 | 5.749 | 5.565 | 5.589 |